# 岩崎通信機
岩崎通信機株式会社（いわさきつうしんき）は、情報通信、印刷システム、電子計測分野における機器製造及び商品サービスの提供を主に手がけている電機メーカー。略称は「岩通」（いわつう、IWATSU）。三水会とその後身社長会である水曜会およびみどり会の会員企業で三和グループに属しており、いわゆる電電ファミリー。

## 概要
1938年（昭和13年）創業という歴史を誇り、日本電信電話公社（現・日本電信電話）との関係が強い。サクサホールディングス、NECプラットフォームズ、ナカヨとともに、電電ファミリーの一角としてNTTグループに電話交換機などの通信機器を納入しており、通信機器メーカー全体としては中堅の地位にある。
主に中小企業向けの電話交換機や情報通信機器、コンタクトセンタソリューション、印刷関連機器（電子製版機器）及び電子計測機器を手がける。また電子計測分野では、アナログオシロスコープが過去に国内トップシェアであったことで有名。年配の技術者や大学教授などがオシロスコープのことを「シンクロスコープ」と呼ぶのは、かつて岩通のアナログオシロスコープの商品名が「シンクロスコープ」であった名残りである。
本社は東京都杉並区久我山にあり、最寄り駅は京王井の頭線の久我山駅。駅から会社までの通りは岩通通り商店街といい、小規模な企業城下町を形成している。また上記のとおり「みどり会」加盟企業であり、在阪都銀であった旧三和銀行が大口取引先である岩通に対応するため久我山支店（現・三菱UFJ銀行久我山支店）を設置していた。
なお、社名が同じ「岩崎」で同業種の東証プライム上場企業である岩崎電気は、創業者が兄弟の関係であるが資本関係はない。

## 沿革
- 1938年 - 東京都渋谷区代々木上原町に岩崎通信機株式会社創立。
- 1939年 - 世田谷区烏山町に新工場完成。搬送電話機・誘導除去強力電話機の製造で鉄道省指定工場となる。
- 1943年 - 杉並区久我山に本社・工場完成。
- 1944年 - 電波警戒機第1号機を東京第1陸軍造幣廠に納入。
- 1947年 - 3号電話機を逓信省に納入。
- 1951年 - 4号電話機を電気通産省に納入。
- 1952年 - 通信機器初のベルトコンベアによる電話機の一貫生産工程の確立。
- 1953年 - 資本金1億円となる。
- 1954年 - 国内初のトリガ式オシロスコープ第1号機を保安庁技術研究所に納入。
- 1956年 - 国内初、ボタン電話装置開発
- 1957年3月14日 - 株式を東京証券取引所第1部に上場[1]。
- 1958年 - 新電話機工場完成。電話機月産能力2万台となる。
- 1959年 - 1号ボタン電話装置を日本電信電話公社に納入。岩崎通信工事株式会社（後の岩通販売）を設立。
- 1960年 - 久我山に計測器工場完成。乾式電子複写製版機ELEFAX｢PC-201｣を発売。
- 1961年 - 有線放送電話システムを発売。
- 1962年 - 資本金10億円となる。
- 1963年 - 600形電話機を日本電信電話公社に納入。ディジタルプロッタ｢XY-401D」を発売。
- 1964年 - 電子化工株式会社を設立。
- 1969年
  - 株式を大阪証券取引所第1部に上場。
  - 11月28日 - 久我山工場で火災[6]。
- 1970年
  - 米国駐在事務所を開設。
  - 福島岩通株式会社（現・岩通マニュファクチャリング）を設立。宇宙機器関連計測制御システムに参入。
- 1971年 - クロスバ自動交換機｢IPAC-100｣を発売。
- 1972年 - 無線ページングシステム及び非常通報装置パトホンを発売。
- 1973年
  - 湿式電子製版機ELEFAX｢AP-1｣を発売。
  - 株式会社岩興（後の岩通L&A、現・岩通ビジネスサービス）を設立。
- 1974年 - 岩通ソフトシステム株式会社を設立。
- 1975年
  - 世界最高速のディジタルメモリ｢DM-901」を発売。
  - 東通工業株式会社及び岩通アメリカ株式会社を設立。
- 1978年 - 湿式全自動卓上ELEFAX「PM-40」を発売。
- 1979年 - 輸出向電子ボタン電話装置「オメガホンIII」を発売。
- 1980年 - 世界最高速ストレージコープ(3000cm/μs)「TS-8121」を発売。
- 1981年 - 電子ボタン電話装置「アイピコECTシリーズ」を発売。
- 1984年 - 資本金51億円となる。ストレージスコープ用高速蓄積管で科学技術庁長官賞を受賞。
- 1985年 - 東南アジア駐在事務所（シンガポール）を開設。
- 1987年 - 世界初の500MHzポータブルオシロスコープ｢SS-6521｣を発売。
- 1988年 - デジタルボタン電話装置｢アイピコDSシリーズ｣を発売。
- 1989年 - マルチコミュニケーションシステム｢EVDS｣を発売。資本金60億円となる。
- 1991年 - 岩通マレーシア株式会社を設立。
- 1992年 - コードレスキーテレホンシステム｢Mシリーズ｣を発売。高速マルチページプリンタレプリオ｢MG-8000｣を発売。
- 1993年 - ELEFAX｢シグマシリーズ｣高速製版機等を発売。展示商談ルーム｢岩通スクエア102｣を新宿に開設。
- 1994年 - レクロイ・ジャパンと販売提携を開始。
- 1995年 - PHS対応マルチインフォメーションシステム｢SAVAJU｣を発売。
- 1996年 - PHS対応コードレス｢mujo｣を発売。CTIシステム｢PC-KTアダプタ｣を発売。
- 1998年 - プレートセッタELEFAX｢LP-501CR｣を発売。CTIコミュニケーションサーバ｢RECENTAGE｣を発売。
- 1999年
  - 米レクロイ社との共同開発商品｢waverunnerシリーズ｣を発売。
  - 世界初のパワー素子を内蔵したDC/DCコンパータIC｢HL002APF｣を発売。
  - ISO 9001及びISO 14001を認証取得。
  - 米ルーセント・テクノロジー社と戦略的事業提携契約を締結。
- 2000年
  - 米ルーセント・テクノロジー社との共同ブランド商品｢INDeX｣を発売。
  - パナソニック コミュニケーションズ（現・パナソニック コネクト）とビジネスホンの開発・生産で提携。
- 2001年
  - エンピレックスとHammer事業部製品の販売およびサポートで提携。
  - 業界初の15外線対応コードレスホン｢DC-KTL(G)｣を発売。
  - デジタル/アナログ一体型電子製版ELEFAX｢LP-1200DA/LP-1800DA｣を発売。
- 2002年
  - 超高輝度ストレージスコープ｢TS-81000｣、VoIP対応ビジネスホン｢ActetoII｣を発売。
  - 計測事業部門を分社化し、岩通計測株式会社を設立。
  - 日本初の大規模IP電話ネットワーク構築に参画。
- 2003年
  - ビジネスホン｢ActetoII｣に国内初のSIP方式VoIP機能を搭載。
  - エフティコミュニケーションズ（現・エフティグループ）との合弁でインターネットサービスプロバイダ事業を展開するアイエフネットを設立。
  - SIPテレフォニー･サーバ・システム｢NetSpeak｣を発売。
  - 世界初のIPv6ベースIPセントレックスサービスに関し、フリービットと協業。
  - 大阪証券取引所上場廃止。
- 2004年
  - IP電話機能搭載ビジネスホン｢TEREMORE-IP｣を発売。
  - デジタル・オシロスコープ｢waveSurferシリーズ｣を発売。
  - プレートセッタELEFAX｢LP-510e｣を発売。
  - シラントロシステムズコープレーションと包括的業務提携。
  - 2チャンネル入力のデジタルマルチメータ｢VOAC7520｣を発売。
  - IP対応キーテレホンシステム｢TELMAGE｣を発売。
- 2005年 - CANバス解析デジタル･オシロスコープ｢CANSurfer｣を発売。プレートセッタELEFAX｢LP-610Xe｣を発売。セーフティ機能搭載型ビジネスホン｢TELEMORE-EX｣を発売。
- 2006年 - デジタル･オシロスコープ｢DS-5100シリーズ｣4機種を発売。コミュニケーションシステム｢PRECOT」を発売。
- 2007年 - フォーバルと共同でサテライトサーバーを発売。
- 2008年 - 構内デジタルコードレス電話機「DC-PS8」を発売。中小規模事業所向けビジネスホンシステム「PRECOT-NEXT」を発売。
- 2009年 - 小規模向けコンタクトセンターシステムを発売。名刺・はがき・カード専用スリッタ きりっ子「MC-01」新発売。
- 2010年 - コンタクトセンターの運営戦略、意思決定に活用できるBIツール「QlikView」を販売開始。卓上型デジタルコードレス電話機「DC-KTL2(WHT)」を発売。産業用デジタルラベル印刷機市場に新規参入。
- 2011年
  - 産業用デジタルラベル印刷機第一弾「ラベルマイスター EM-250A」、中規模事業所向けビジネスホンシステム「LEVANCIO」を発売。
  - ナブコシステムと合同で無線認証システム「らく2パス（らくらくパス）」を発売。
  - コンタクトセンターのクラウド型サービス提供を開始。
- 2012年
  - 国内初の白インク対応産業用デジタルラベル印刷機「LabelMeister EM-250W」を発売。
  - 防爆エリア用デジタルコードレス端末「DC-PS8-EX」を発売。
  - IDECとのアライアンスにより日本初のZ-Wave無線LED照明調光システムを商品化。
- 2013年
  - 小規模事業所用ビジネスホンシステム「LEVANCIO-S」を発売。
  - 福島県泉崎村で｢岩通泉崎メガソーラー発電所｣の稼働を開始。
- 2014年 - 高速製版機 デジタルプレートセッタ　エレファクス「LP-530e」を発売。
- 2015年 - 振り込め詐欺根絶へ被害防止システムを東京都杉並区に無償提供。
- 2016年
  - 岩通販売、メディアコンフォート、岩通計測を吸収合併。
  - 子会社の福島岩通と電子化工、岩通計測の会津工場、岩通L&Aのロジスティックス事業部を統合し、岩通マニュファクチャリング株式会社とする（福島岩通を商号変更）。岩通L&Aは岩通ビジネスサービス株式会社に商号変更。
  - 岩通香港を閉鎖[7]。
- 2021年 - 首都圏エリアにおける情報通信事業の一部を岩通ビジネスサービスに承継し、岩通ビジネスサービスは岩通ネットワークソリューション株式会社に商号変更。
- 2022年 - 当社と岩通マニュファクチャリングの印刷機関連事業を、新設分割により岩通ケミカルクロス株式会社に承継。
- 2023年
  - 10月20日 - 東証プライム市場への上場維持基準についての経過措置終了に際し、本則の基準を満たすのが難しいとして、この日からスタンダード市場に移行[8]。
  - 11月30日 - あい ホールディングスと資本業務提携契約を締結[9]。
  - 12月18日 - 第三者割当増資によりあい ホールディングスの持分法適用関連会社となる[10]。
- 2024年
  - 8月29日 - 東京証券取引所スタンダード市場上場廃止[2]。
  - 9月1日 - 株式交換によりあい ホールディングスの完全子会社となる[2]。

## 主な製品

### 情報通信機器
- ビジネスホン
- 構内PHSシステム
- 無線ページングシステム
- 有線ページングシステム
- 非常通報システム
- 線路試験用送受器

### コンタクトセンタソリューション
- コンタクトセンタソリューション
- IPソリューション

### 印刷関連機器
- ラベル印刷機
- インクジェット製版機
- ディジタル製版機
- アナログ製版機
- エッチングプロセッサ
- プレートパンチャー
- マルチカードスリッタ

### 電子計測機器
- オシロスコープ
- アクセサリ
- 高電圧プローブ
- デジタル・マルチメータ
- ユニバーサル・カウンタ
- 信号発生器
- アンプ
- パターン・ジェネレータ
- パルス発生器
- スペクトラム・アナライザ
- 放射線量モニタ－
- USBバス・アナライザ
- 通信用測定器
- 教育実習機器
- Mathcad
- 非接触変位計、厚さ計
- パワーアナライザ
- 周波数応答解析&インピーダンスアナライザ
- B-Hアナライザ
- V-Hアナライザ
- アイソレーション・システム
- 半導体カーブトレーサ
- インパルス・コイルテスタ
- 航空宇宙機器システム
- 自動調整検査装置
- 熱伝導率測定装置

### 電子部品
- スイッチ
- ロータリエンコーダ
- コネクタ
- ハーネス

### その他(新規製品)
- LED照明調光システム
- 太陽光発電 計測ユニット
- ハンズフリー入退管理システム

## 関連会社

### 生産
- 岩通マニュファクチャリング - 岩通製品の製造を主な事業としている。

### サービス
- 東通工業 - 通信機器の修理を主な事業としている。
- 岩通ビジネスサービス - 印刷・人材派遣・不動産などを主な事業としている。
- groxi - ネットワーク・サーバ構築から運用・監視・保守までを主な事業としている。

### 販売
- 岩通ネットワークソリューション - 情報通信機器の販売を主な事業としている。
- 電通サービス - 電話交換機の工事を主な事業としている。

### ソフトウェア
- 岩通ソフトシステム - ソフトウェア開発業務請負を主な事業としている。

### 印刷・化学
- 岩通ケミカルクロス - 印刷関連機器・消耗品・機能材料などの開発、製造、販売を主な事業としている。

### 海外事業
- 岩通マレーシア - 海外での製品の製造・部品調達などを主な事業としている。

## 余談
- 創業者岩崎清一は1942年から学校建設を開始し学校法人久我山学園のルーツになった。
同法人は学校法人國學院大學と合併し、現在は國學院大學久我山中学校・高等学校に「久我山」の名を残している。